# Maltheba
Maltheba is een kevergeslacht uit de familie van de boktorren (Cerambycidae). De wetenschappelijke naam van het geslacht werd voor het eerst geldig gepubliceerd in 1871 door Pascoe.

## Soorten
Maltheba is monotypisch en omvat slechts de volgende soort:
- Maltheba flexilis Pascoe, 1871